# Pouteria benai
Espèce
Classification phylogénétique
Statut de conservation UICN

 VU D2 : Vulnérable
Pouteria benai est une espèce de plantes à fleurs de la famille des Sapotaceae. C'est un arbre endémique en Guyane française.